# گودرز احمدی
گودرز احمدی، (زاده ۱۳۲۲ تهران) استاد مهندسی مکانیک و مهندسی هوافضا در دانشگاه کلارکسون آمریکا است. وی از برگزیدگان جایزه البرز در سال ۱۳۵۴ و دومین همایش چهره‌های ماندگار در سال ۱۳۸۱ در رشته مهندسی مکانیک است. احمدی تاکنون بیش از ۶۰۰ مقاله در ژورنال‌های مختلف، دو کتاب و مقالات متعددی را در کنفرانس‌های ملی و بین‌المللی منتشر ساخته‌است.